# Akihiro Sato (fotbollsspelare född augusti 1986)
Akihiro Sato (佐藤 昭大 Sato Akihiro?), född 30 augusti 1986 i Mie prefektur, är en japansk fotbollsspelare.
Sato började sin karriär 2005 i Sanfrecce Hiroshima. 2007 blev han utlånad till Ehime FC. Han gick tillbaka till Sanfrecce Hiroshima 2008. 2009 flyttade han till Kashima Antlers. Med Kashima Antlers vann han japanska ligacupen 2011, 2012, 2015 och japanska cupen 2010. Efter Kashima Antlers spelade han för Roasso Kumamoto och Montedio Yamagata.